# Jean Falba
Jean Falba (13 września 1766, zm. 9 października 1848) – francuski oficer Marynarki Wojennej w okresie rewolucji francuskiej. Swoją karierę rozpoczął w 1791 roku jako zwykły ochotnik, w roku 1829 - po 38 latach służby przeszedł na emeryturę jako maréchal de camp (odpowiednik generała brygady).